# Глушкови (Свічинський район)
Глушко́ви (рос. Глушковы) — присілок у складі Свічинського району Кіровської області, Росія. Входить до складу Свічинського міського поселення.
Населення становить 3 особи (2010, 1 у 2002).
Національний склад станом на 2002 рік — росіяни 100 %.